# Lucien Volle
Lucien Volle, né le 20 septembre 1920 à Arles et mort le 7 janvier 1993 dans la même ville, est un raseteur français, sept fois vainqueur de la Cocarde d'or. Il est, avec Christian Chomel (8 victoires), le raseteur ayant remporté le plus de fois cette épreuve et est surnommé à ce titre « monsieur cocarde d'or ».

## Biographie
Il commence sa carrière en 1942. Lorsqu'il prend sa retraite, il devient gardian dans la manade Laurent puis finit sa carrière comme ouvrier agricole.

### Palmarès
- Cocarde d'or : 1946, 1947, 1948, 1949, 1951, 1952, 1955[2]

## Postérité
Le trophée Lucien-Volle, organisé en parallèle du trophée des As, lui rend hommage chaque année à Arles.